# Trophomera litoralis
Trophomera litoralis is een rondwormensoort uit de familie van de Benthimermithidae. De wetenschappelijke naam van de soort is voor het eerst geldig gepubliceerd in 2006 door Miljutin.